# Bonita (Unternehmen)
Die Bonita GmbH ist ein deutsches Einzelhandelsunternehmen für Damenoberbekleidung für Best Ager, den Kunden im Alter von etwa über 50 Jahren, mit Sitz in Hamminkeln. Bonita betreibt rund 450 eigene Filialen (Stand: März 2021).

## Geschichte
Im Jahr 1969 übernahm Günter Biegert den Meterwarenfilialisten Moha in Bocholt. 1986 benannte sich das Unternehmen in Bonita um, ein Jahr später erfolgte die erste Eröffnung einer Bonita-Filiale in Kleve. 1989 zog Bonita von Bocholt nach Hamminkeln. In den weiteren Jahren wurden weitere Filialen eröffnet und die Expansion in das umliegende europäische Ausland vorangetrieben. Daneben wurde die Zentralverwaltung in Hamminkeln mit angeschlossener Logistik erweitert und vergrößert. 1996 brachte Biegert das Unternehmen in die Versorgungs- und Förderungsstiftung in Liechtenstein ein. 1997 übernahm Bonita den Herrenausstatter Nicolas Scholz, der 2006 in Nic und später in Bonita Men umbenannt wurde.
2010 wurde am Standort Hamminkeln ein neues Logistikzentrum in Betrieb genommen. Gleichzeitig stellte das Unternehmen seine Unternehmenssoftware auf SAP um.
Im August 2012 übernahm Tom Tailor die Marke Bonita von Barbara und Günter Biegert für 220 Mio. Euro. Seit 2015 wurde Bonita auch über den Großhandel in Form eines Konzessionsverkaufs- und Konsignations-Modells vertrieben und betrieb 1018 Ladengeschäfte. Ende Oktober 2016 gab der Interimsvorstand Heiko Schäfer bekannt, dass bis Jahresende 2017 insgesamt 300 Bonita- und Tom-Tailor-Filialen im In- und Ausland geschlossen werden sollten. Bonita erzielte im Geschäftsjahr 2017 einen Gesamtumsatz von 267,7 Mio. Euro. Nach turbulenten Jahren hat sich das Unternehmen eine Sanierungskur verordnet und dabei das Marken-, Produkt und Filialportfolio überarbeitet. In diesem Zuge wurde 2018 auch eine Kollektion in Kooperation mit dem deutschen Model Franziska Knuppe auf den Markt gebracht.
Aufgrund anhaltender wirtschaftlicher Probleme bei Bonita stieg die Verschuldung der Tom Tailor Holding SE 2018 und 2019 weiterhin an. Bonita wurde 2018 noch in rund 750 eigenen Einzelhandelsgeschäften und über den eigenen Online-Shop angeboten. Ein geplanter Verkauf der Tochterfirma an die niederländische Victory & Dreams International Holding scheiterte Ende 2019. Ende 2020 übernahmen der seit 2018 bei Bonita tätige Geschäftsführer Karsten Oberheide und ein Investorenteam Bonita im Rahmen eines Management-Buy-Outs. Die neuen Eigentümer führten eine Insolvenz in Eigenverwaltung durch.

## Produkte
Wichtiges Merkmal des Sortiments ist die Kombinierfähigkeit der Kleidungsstücke und Accessoires zu verschiedenen Outfits. Der Entwicklungsprozess dieser Produkte wird ohne Lizenzpartner durch Bonita gesteuert. Bonita produziert in der Türkei, Bulgarien sowie in China, Vietnam und Indonesien.